# Hor-hun
Hor-hun ist der altägyptische Name von Horus in seiner Erscheinungsform als heranwachsendes Kind. Er ist als Gottheit nur in der Spätzeit und der griechisch-römischen Zeit als „Herr des Lotos“ bezeugt und „bringt das Ende seiner Feinde herbei“. Ikonografische Darstellungen fehlen. 